# Lijst van darters met een PDC Tourkaart 2025
Aan 128 dartsspelers van de Professional Darts Corporation werden voor 2025 tourkaarten toegekend waarmee zij deel mogen nemen aan alle Players Championships, UK Open Qualifiers en European Tour Qualifiers.
Nieuwe spelers hebben een tourkaart voor ten minste 2 jaar waarbij de verdiensten op nul worden gezet. Op PDC Pro Tour 2025 vindt men wie zich hiervoor heeft geplaatst. Deze ranglijst is niet te verwarren met de PDC Order of Merit, die de bijgewerkte stand op een bepaalde datum aangeeft.

## Spelers
De lijst voor 2025 ziet er als volgt uit:
| Nr. | Speler                | Prijzengeld | Kwalificatie door     |
| --- | --------------------- | ----------- | --------------------- |
| 1   | Luke Humphries        | £ 1.804.025 | Order of Merit top 64 |
| 2   | Luke Littler          | £ 1.118.500 | Order of Merit top 64 |
| 3   | Michael van Gerwen    | £ 815.500   | Order of Merit top 64 |
| 4   | Rob Cross             | £ 551.750   | Order of Merit top 64 |
| 5   | Stephen Bunting       | £ 536.000   | Order of Merit top 64 |
| 6   | Dave Chisnall         | £ 528.500   | Order of Merit top 64 |
| 7   | Jonny Clayton         | £ 494.000   | Order of Merit top 64 |
| 8   | Damon Heta            | £ 484.000   | Order of Merit top 64 |
| 9   | Gerwyn Price          | £ 480.500   | Order of Merit top 64 |
| 10  | Chris Dobey           | £ 480.250   | Order of Merit top 64 |
| 11  | Nathan Aspinall       | £ 470.500   | Order of Merit top 64 |
| 12  | Peter Wright          | £ 442.500   | Order of Merit top 64 |
| 13  | Danny Noppert         | £ 431.750   | Order of Merit top 64 |
| 14  | Gary Anderson         | £ 430.500   | Order of Merit top 64 |
| 15  | James Wade            | £ 426.750   | Order of Merit top 64 |
| 16  | Josh Rock             | £ 405.000   | Order of Merit top 64 |
| 17  | Michael Smith         | £ 405.000   | Order of Merit top 64 |
| 18  | Dimitri Van den Bergh | £ 399.250   | Order of Merit top 64 |
| 19  | Ryan Searle           | £ 398.250   | Order of Merit top 64 |
| 20  | Andrew Gilding        | £ 395.500   | Order of Merit top 64 |
| 21  | Ross Smith            | £ 395.000   | Order of Merit top 64 |
| 22  | Martin Schindler      | £ 365.000   | Order of Merit top 64 |
| 23  | Joe Cullen            | £ 357.250   | Order of Merit top 64 |
| 24  | Mike De Decker        | £ 356.000   | Order of Merit top 64 |
| 25  | Daryl Gurney          | £ 334.250   | Order of Merit top 64 |
| 26  | Dirk van Duijvenbode  | £ 325.750   | Order of Merit top 64 |
| 27  | Gian van Veen         | £ 299.000   | Order of Merit top 64 |
| 28  | Ritchie Edhouse       | £ 289.250   | Order of Merit top 64 |
| 29  | Ryan Joyce            | £ 282.000   | Order of Merit top 64 |
| 30  | Ricardo Pietreczko    | £ 280.750   | Order of Merit top 64 |
| 31  | Brendan Dolan         | £ 271.500   | Order of Merit top 64 |
| 32  | Krzysztof Ratajski    | £ 267.750   | Order of Merit top 64 |
| 33  | Luke Woodhouse        | £ 262.750   | Order of Merit top 64 |
| 34  | Raymond van Barneveld | £ 252.750   | Order of Merit top 64 |
| 35  | Jermaine Wattimena    | £ 240.250   | Order of Merit top 64 |
| 36  | Scott Williams        | £ 220.750   | Order of Merit top 64 |
| 37  | Gabriel Clemens       | £ 219.750   | Order of Merit top 64 |
| 38  | Martin Lukeman        | £ 202.500   | Order of Merit top 64 |
| 39  | Cameron Menzies       | £ 178.000   | Order of Merit top 64 |
| 40  | Callan Rydz           | £ 177.000   | Order of Merit top 64 |
| 41  | Kevin Doets           | £ 146.500   | Order of Merit top 64 |
| 42  | Madars Razma          | £ 144.750   | Order of Merit top 64 |
| 43  | Mickey Mansell        | £ 143.250   | Order of Merit top 64 |
| 44  | Ricky Evans           | £ 142.250   | Order of Merit top 64 |
| 45  | José de Sousa         | £ 139.000   | Order of Merit top 64 |
| 46  | Kim Huybrechts        | £ 136.000   | Order of Merit top 64 |
| 47  | Richard Veenstra      | £ 122.750   | Order of Merit top 64 |
| 48  | Niels Zonneveld       | £ 121.250   | Order of Merit top 64 |
| 49  | Ian White             | £ 116.250   | Order of Merit top 64 |
| 50  | Keane Barry           | £ 115.250   | Order of Merit top 64 |
| 51  | Jim Williams          | £ 111.250   | Order of Merit top 64 |
| 52  | William O'Connor      | £ 107.000   | Order of Merit top 64 |
| 53  | Florian Hempel        | £ 103.000   | Order of Merit top 64 |
| 54  | Matt Campbell         | £ 103.000   | Order of Merit top 64 |
| 55  | Wessel Nijman         | £ 100.000   | Order of Merit top 64 |
| 56  | Alan Soutar           | £ 85.500    | Order of Merit top 64 |
| 57  | Dylan Slevin          | £ 80.500    | Order of Merit top 64 |
| 58  | Robert Owen           | £ 80.250    | Order of Merit top 64 |
| 59  | Ryan Meikle           | £ 78.500    | Order of Merit top 64 |
| 60  | Stephen Burton        | £ 78.000    | Order of Merit top 64 |
| 61  | Connor Scutt          | £ 77.000    | Order of Merit top 64 |
| 62  | Mensur Suljović       | £ 75.250    | Order of Merit top 64 |
| 63  | Jeffrey de Graaf      | £ 75.000    | Order of Merit top 64 |
| 64  | Nick Kenny            | £ 71.750    | Order of Merit top 64 |
| 65  | Thibault Tricole      | £ 57.250    | Q-School 2024         |
| 66  | James Hurrell         | £ 45.750    | Q-School 2024         |
| 67  | Dom Taylor            | £ 39.500    | Q-School 2024         |
| 68  | Chris Landman         | £ 39.250    | Q-School 2024         |
| 69  | Mario Vandenbogaerde  | £ 31.000    | Q-School 2024         |
| 70  | Rhys Griffin          | £ 28.000    | Q-School 2024         |
| 71  | Andy Baetens          | £ 24.500    | Q-School 2024         |
| 72  | Berry van Peer        | £ 23.500    | Challenge Tour 2023   |
| 73  | Nathan Rafferty       | £ 22.250    | Development Tour 2023 |
| 74  | Steve Lennon          | £ 22.000    | Q-School 2024         |
| 75  | Radosław Szagański    | £ 21.750    | Q-School 2024         |
| 76  | Lukas Wenig           | £ 21.500    | Q-School 2024         |
| 77  | Patrick Geeraets      | £ 19.000    | Q-School 2024         |
| 78  | Matthew Dennant       | £ 19.000    | Q-School 2024         |
| 79  | Darren Beveridge      | £ 18.750    | Q-School 2024         |
| 80  | Jitse van der Wal     | £ 18.250    | Q-School 2024         |
| 81  | Benjamin Drue Reus    | £ 18.000    | Q-School 2024         |
| 82  | Danny Lauby           | £ 17.000    | Q-School 2024         |
| 83  | Robert Grundy         | £ 16.500    | Q-School 2024         |
| 84  | George Killington     | £ 14.500    | Q-School 2024         |
| 85  | Owen Bates            | £ 14.000    | Challenge Tour 2023   |
| 86  | Brett Claydon         | £ 13.750    | Q-School 2024         |
| 87  | Martijn Dragt         | £ 13.500    | Q-School 2024         |
| 88  | Adam Hunt             | £ 13.500    | Q-School 2024         |
| 89  | Haupai Puha           | £ 12.500    | Q-School 2024         |
| 90  | Jelle Klaasen         | £ 11.750    | Q-School 2024         |
| 91  | William Borland       | £ 11.500    | Q-School 2024         |
| 92  | Tim Wolters           | £ 7.500     | Q-School 2024         |
| 93  | Joshua Richardson     | £ 7.500     | Q-School 2024         |
| 94  | Michele Turetta       | £ 6.000     | Q-School 2024         |
| 95  | Jules van Dongen      | £ 4.000     | Q-School 2024         |
| 96  | Wesley Plaisier       | £ 0         | Challenge Tour 2024   |
| 97  | Christian Kist        | £ 0         | Challenge Tour 2024   |
| 98  | Niko Springer         | £ 0         | Development Tour 2024 |
| 99  | Sebastian Białecki    | £ 0         | Development Tour 2024 |
| 100 | Viktor Tingström      | £ 0         | Q-School 2025         |
| 101 | Tom Bissell           | £ 0         | Q-School 2025         |
| 102 | Kai Gotthardt         | £ 0         | Q-School 2025         |
| 103 | Justin Hood           | £ 0         | Q-School 2025         |
| 104 | Dennie Olde Kalter    | £ 0         | Q-School 2025         |
| 105 | Tavis Dudeney         | £ 0         | Q-School 2025         |
| 106 | Maik Kuivenhoven      | £ 0         | Q-School 2025         |
| 107 | Jim Long              | £ 0         | Q-School 2025         |
| 108 | Cor Dekker            | £ 0         | Q-School 2025         |
| 109 | Pero Ljubić           | £ 0         | Q-School 2025         |
| 110 | Karel Sedláček        | £ 0         | Q-School 2025         |
| 111 | Oskar Lukasiak        | £ 0         | Q-School 2025         |
| 112 | Tytus Kanik           | £ 0         | Q-School 2025         |
| 113 | Rusty-Jake Rodriguez  | £ 0         | Q-School 2025         |
| 114 | Dominik Grüllich      | £ 0         | Q-School 2025         |
| 115 | Stefaan Henderyck     | £ 0         | Q-School 2025         |
| 116 | Maximilian Czerwinski | £ 0         | Q-School 2025         |
| 117 | Max Hopp              | £ 0         | Q-School 2025         |
| 118 | Leon Weber            | £ 0         | Q-School 2025         |
| 119 | Marvin van Velzen     | £ 0         | Q-School 2025         |
| 120 | Bradley Brooks        | £ 0         | Q-School 2025         |
| 121 | Darryl Pilgrim        | £ 0         | Q-School 2025         |
| 122 | Greg Ritchie          | £ 0         | Q-School 2025         |
| 123 | Adam Lipscombe        | £ 0         | Q-School 2025         |
| 124 | Adam Paxton           | £ 0         | Q-School 2025         |
| 125 | Cameron Crabtree      | £ 0         | Q-School 2025         |
| 126 | Adam Warner           | £ 0         | Q-School 2025         |
| 127 | Andy Boulton          | £ 0         | Q-School 2025         |
| 128 | Thomas Lovely         | £ 0         | Q-School 2025         |